# Donald Dunn
Donald „Duck“ Dunn (24. listopadu 1941 Memphis, Tennessee, USA – 13. května 2012 Tokyo, Japonsko) byl americký baskytarista, hudební producent, skladatel a herec. V šedesátých letech byl členem skupiny Booker T. & the M.G.'s, se kterou byl v roce 1992 uveden do Rock and Roll Hall of Fame. Později hrál pro Stax Records a hrál tak na nahrávkách hudebníků jako jsou The Blues Brothers, Muddy Waters, Freddie King, Albert King, Neil Young, Jerry Lee Lewis, Eric Clapton, Tom Petty, Creedence Clearwater Revival, Rod Stewart nebo Bob Dylan. Zprávu o jeho úmrtí oznámil Steve Cropper ještě v tentýž den.